# Goa (Camarines Sur)
Goa es un municipio filipino de primera clase, perteneciente a la provincia de Camarines Sur, en la región de Bicolandia.

## Historia
Hacia mediados del siglo XIX, el lugar, que por entonces estaba unido al de Dijao, tenía contabilizada una población de 2448 habitantes, repartidos en 408 casas. Aparece descrito en el segundo volumen del Diccionario geográfico, estadístico, histórico de las Islas Filipinas (1851) de Manuel Buzeta Núñez y Felipe Bravo con las siguientes palabras:

GOA: pueblo, que forma jurisd. civil y ecl. con el de Dijao, teniendo entre ambos un cura y un gobernadorcillo, en la isla de Luzon, prov. de Camarines Sur, dióc. de Nueva-Cáceres; se halla sit. en los 127° 11' 30" long., 13° 15' lat., á la orilla der. de un r., en terreno llano, y clima templado y saludable. Tiene como unas 408 casas, en general de sencilla construccion, distinguiéndose como mas notables la casa parroquial y la llamada tribunal ó de justicia, donde está la cárcel. Hay escuela de primeras letras dotada de los fondos de comunidad, á la que concurren muchos alumnos; é igl. parr. de mediana fábrica, servida por un cura regular. Poco dist. de esta se halla el cementerio en buena situacion y ventilado. Comunícase este pueblo con sus inmediatos por medio de caminos regulares, y recibe de Nueva-Cáceres, cab. de la prov., el correo semanal establecido en la isla. El term. comprendido el de Dijao, que se halla á ¾ leg. al S. E., confina por S. con Guinobatan (dist. 3 leg. al S. E.); por N. con el de Polangui (á 1 leg.); por O. con el de Libon (1 ½ leg. al N. O.); y por E. con el volcan de Albay, y el límite de la prov. de este nombre con la de Camarines-Sur. El terreno en su mayor parte es montuoso, pero en la parte llana se halla regado por diferentes r. que lo fertilizan, y le hacen sumamente feraz y productivo; cosechándose en la parte reducida al cultivo, arroz en abundancia, maiz, abacá, algodon, legumbres y frutas. En los montes se crian maderas de todas clases, caza mayor y menor, y cera, que depositan las abejas en todos los parajes que encuentran el necesario abrigo. ind.: la agricultura es la principal ocupacion de estos naturales, y la fabricacion de telas de algodon y abacá. com.: esportacion de sus prod. agrícolas y fabriles, especialmente el arroz y los tejidos mencionados, esceptuando aquella parte que necesitan los naturales para sus usos ordinarios de vestir, y en la importacion de los art. de que carecen. pobl. 2,448 alm., 701 trib., que ascienden á 7,010 rs. plata, equivalentes á 17,525 rs. vn.
(Buzeta y Bravo, 1851, pp. 63-64)

En 2020, tenía censados 71 368 habitantes.